# Sportclub Cham 2017-2018
Questa voce raccoglie le informazioni riguardanti lo Sportclub Cham nelle competizioni ufficiali della stagione 2017-2018.

## Stagione
Nella stagione 2017-2018 il Cham, allenato da Jörg Portmann, concluse il campionato di Promotion League al 11º posto.

## Rosa
| N. |                                 | Ruolo | Calciatore         |
| -- | ------------------------------- | ----- | ------------------ |
| 1  | Svizzera (bandiera)             | P     | Olivier Joos       |
| 3  | Svizzera (bandiera)             | D     | Fabio Niederhauser |
| 4  | Svizzera (bandiera)             | D     | Raphael Paglia     |
| 5  | Bosnia ed Erzegovina (bandiera) | C     | Dejan Jakovljević  |
| 6  | Svizzera (bandiera)             | D     | Nicholas Walker    |
| 7  | Svizzera (bandiera)             | C     | Marco Trachsel     |
| 8  | Italia (bandiera)               | C     | Davide Giampà      |
| 9  | Svizzera (bandiera)             | C     | Roman Herger       |
| 10 | Svizzera (bandiera)             | A     | Florian Müller     |
| 11 | Svizzera (bandiera)             | A     | Severin Dätwyler   |
| 11 | Svizzera (bandiera)             | A     | Reto Scherer       |
| 14 | Svizzera (bandiera)             | C     | Jan Loosli         |
| 15 | Svizzera (bandiera)             | D     | Lucas Thöni        |

| N. |                     | Ruolo | Calciatore         |
| -- | ------------------- | ----- | ------------------ |
| 16 | Svizzera (bandiera) | P     | Alessandro Merlo   |
| 17 | Svizzera (bandiera) | D     | Mauro Bender       |
| 19 | Svizzera (bandiera) | D     | Devin Manco        |
| 20 | Svizzera (bandiera) | C     | Jessy Nimi         |
| 23 | Svizzera (bandiera) | C     | Cyrill Gasser      |
| 27 | Svizzera (bandiera) | D     | Esat Balaj         |
| 30 | Brasile (bandiera)  | D     | Átila Araújo Prado |
| 31 | Svizzera (bandiera) | C     | Adijan Keranovic   |
|    | Svizzera (bandiera) | P     | Jan Studerus       |
|    | Svizzera (bandiera) | D     | Dalibor Stojanov   |
|    | Svizzera (bandiera) | A     | Gabriel            |
|    | Svizzera (bandiera) | A     | Abdurani Morceli   |

## Organigramma societario
Area tecnica
- Allenatore: Jörg Portmann
- Allenatore in seconda:
- Preparatore dei portieri: Marco Trangoni
- Preparatori atletici:

## Calciomercato

### Sessione estiva
| Acquisti | Acquisti       | Acquisti         | Acquisti |
| R.       | Nome           | da               | Modalità |
| -------- | -------------- | ---------------- | -------- |
| C        | Davide Giampà  | Wohlen           |          |
| D        | Devin Manco    | Grasshoppers U18 |          |
| C        | Eldin Muharemi | Utd Zurigo       |          |
| D        | Mauro Bender   | Lucerna II       |          |
| C        | Jan Loosli     | YF Juventus      |          |
| A        | Florian Müller | Old Boys Basilea |          |
| D        | Raphael Paglia | Lucerna II       |          |

| Cessioni | Cessioni       | Cessioni | Cessioni |
| R.       | Nome           | a        | Modalità |
| -------- | -------------- | -------- | -------- |
| D        | Jan Elvedi     | Wohlen   |          |
| C        | Mats Hammerich | Aarau    |          |

### Sessione invernale
| Acquisti | Acquisti           | Acquisti    | Acquisti |
| R.       | Nome               | da          | Modalità |
| -------- | ------------------ | ----------- | -------- |
| D        | Átila Araújo Prado | Wil         |          |
| C        | Adijan Keranovic   | YF Juventus |          |
| P        | Olivier Joos       | Aarau       |          |

| Cessioni | Cessioni       | Cessioni            | Cessioni |
| R.       | Nome           | a                   | Modalità |
| -------- | -------------- | ------------------- | -------- |
| C        | Eldin Muharemi | Kosova Zurigo       |          |
| C        | Diego Zoller   | Wettswil-Bonstetten |          |

## Risultati

### Promotion League
| Arbitro: | Dudic |

|          |           |                   |
| Neün 67’ | Marcatori | 27’ (rig.) Müller |

| Arbitro: | Bosnic |

|                       |           |  |
| Herger 18’ Müller 73’ | Marcatori |  |

| Arbitro: | Piccolo |

|                                                       |           |  |
| Abegglen 1’ Riedle 66’ (rig.) Šabanović 89’ Huber 90’ | Marcatori |  |

| Arbitro: | Hänggi |

|                             |           |                                 |
| Trachsel 9’ Herger 11’, 53’ | Marcatori | 50’ Adryan 68’ Yartey 71’ Pinga |

| Arbitro: | Dégallier |

|                       |           |  |
| Huvos 9’ Stojanov 81’ | Marcatori |  |

| Arbitro: | Cibelli |

|            |           |           |
| Herger 47’ | Marcatori | 90’ Adjei |

| Arbitro: | Roth |

|                                                           |           |                                |
| Schilling 36’ Chihadeh 37’, 51’ Seferagic 86’ (rig.), 88’ | Marcatori | 68’ Giampà 78’ (rig.) Dätwyler |

| Arbitro: | Wolfensberger |

|                                              |           |                                      |
| Balaj 4’ Dätwyler 20’, 59’ (rig.) Walker 83’ | Marcatori | 19’ Tebib 47’ (rig.) Mejri 71’ Gomis |

| Arbitro: | Jancevski |

|                               |           |              |
| Fargues 18’ Chentouf 44’, 58’ | Marcatori | 46’ Dätwyler |

| Arbitro: | Rothenfluh |

|                 |           |                 |
| Herger 58’, 90’ | Marcatori | 44’, 51’ Ahmeti |

| Arbitro: | Piccolo |

|             |           |                                         |
| Tavares 21’ | Marcatori | 4’, 28’ Scherer 59’ Gasser 90’ Trachsel |

| Arbitro: | Gianforte |

|                         |           |                      |
| Trachsel 79’ Walker 90’ | Marcatori | 28’ Rushenguziminega |

| Arbitro: | Tschudi |

|                        |           |                       |
| Schwab 60’ Konopek 89’ | Marcatori | 16’ Herger 78’ Giampà |

| Arbitro: | Superczynski |

|                      |           |  |
| Jakovljević 42’, 90’ | Marcatori |  |

| Arbitro: | Roth |

|                               |           |                         |
| Rashiti 31’ Manzambi 38’, 77’ | Marcatori | 15’ Trachsel 50’ Zoller |

#### Girone di ritorno
| Arbitro: | Gut |

|                                   |           |                                   |
| Giampà 27’ (rig.) Herger 37’, 70’ | Marcatori | 11’ Zali 23’ Martins 31’ Ouattara |

| Arbitro: | Roth |

|                                         |           |              |
| Colocci 18’, 58’ Causi 75’ Cecchini 80’ | Marcatori | 28’ Trachsel |

| Cham 14 marzo 2018, ore 19:30 CET 18ª giornata | Cham    | 0 – 0 referto | Brühl | Stadio Eizmoos (200 spett.)\| Arbitro: \| Piccolo \| |
| Arbitro:                                       | Piccolo |               |       |                                                      |

| Arbitro: | Dégallier |

|           |           |                       |
| Costa 66’ | Marcatori | 62’ Herger 74’ Müller |

| Arbitro: | Ljatifi |

|                                      |           |                                    |
| Balaj 36’ Nimi 38’ Giampà 48’ (rig.) | Marcatori | 28’ Boillat 64’ Miani 90’ Makshana |

| Arbitro: | Roth |

|  |           |                                          |
|  | Marcatori | 9’ (rig.) Giampà 26’ Müller 69’ Trachsel |

| Arbitro: | Rothenfluh |

|            |           |                                                |
| Gasser 45’ | Marcatori | 10’ Fanger 12’ Siegrist 40’ Chihadeh 48’ Costa |

| Arbitro: | Cibelli |

|           |           |            |
| Iseni 73’ | Marcatori | 90’ Giampà |

| Cham 14 aprile 2018, ore 16:00 CEST 24ª giornata | Cham   | 0 – 0 referto | Stade Nyonnais | Stadio Eizmoos (400 spett.)\| Arbitro: \| Rosset \| |
| Arbitro:                                         | Rosset |               |                |                                                     |

| Arbitro: | Gianforte |

|                |           |  |
| Gomes 12’, 51’ | Marcatori |  |

| Arbitro: | Morais |

|                        |           |            |
| Trachsel 8’ Herger 90’ | Marcatori | 87’ Yılmaz |

| Arbitro: | Cibelli |

|                       |           |  |
| Cissé 79’ (rig.), 86’ | Marcatori |  |

| Arbitro: | Borra |

|                                          |           |  |
| Jakovljević 23’ Müller 81’ Keranovic 87’ | Marcatori |  |

| Arbitro: | Schärli |

|                                              |           |              |
| Sadrijaj 35’ Ndau 47’ Catari 63’ Zumberi 84’ | Marcatori | 30’ Trachsel |

| Arbitro: | Hänggi |

|                            |           |                 |
| Jakovljević 23’ Paglia 77’ | Marcatori | 21’, 56’ Pululu |

## Statistiche

### Statistiche di squadra
| Competizione     | Punti | In casa | In casa | In casa | In casa | In casa | In casa | In trasferta | In trasferta | In trasferta | In trasferta | In trasferta | In trasferta | Totale | Totale | Totale | Totale | Totale | Totale | DR |
| Competizione     | Punti | G       | V       | N       | P       | Gf      | Gs      | G            | V            | N            | P            | Gf           | Gs           | G      | V      | N      | P      | Gf     | Gs     | DR |
| ---------------- | ----- | ------- | ------- | ------- | ------- | ------- | ------- | ------------ | ------------ | ------------ | ------------ | ------------ | ------------ | ------ | ------ | ------ | ------ | ------ | ------ | -- |
| Promotion League | 38    | 15      | 6       | 8       | 1       | 30      | 23      | 15           | 3            | 3            | 9            | 20           | 35           | 30     | 9      | 11     | 10     | 50     | 58     | -8 |
| Totale           | 38    | 15      | 6       | 8       | 1       | 30      | 23      | 15           | 3            | 3            | 9            | 20           | 35           | 30     | 9      | 11     | 10     | 50     | 58     | -8 |

### Andamento in campionato
| Giornata  | 1 | 2 | 3  | 4 | 5  | 6  | 7  | 8  | 9  | 10 | 11 | 12 | 13 | 14 | 15 | 16 | 17 | 18 | 19 | 20 | 21 | 22 | 23 | 24 | 25 | 26 | 27 | 28 | 29 | 30 |
| --------- | - | - | -- | - | -- | -- | -- | -- | -- | -- | -- | -- | -- | -- | -- | -- | -- | -- | -- | -- | -- | -- | -- | -- | -- | -- | -- | -- | -- | -- |
| Luogo     | T | C | T  | C | T  | C  | T  | C  | T  | C  | T  | C  | T  | C  | T  | C  | T  | C  | T  | C  | T  | C  | T  | C  | T  | C  | T  | C  | T  | C  |
| Risultato | N | V | P  | N | P  | N  | P  | V  | P  | N  | V  | V  | N  | V  | P  | N  | P  | N  | V  | N  | V  | P  | N  | N  | P  | V  | P  | V  | P  | N  |
| Posizione | 7 | 3 | 12 | 9 | 13 | 12 | 13 | 11 | 13 | 13 | 11 | 7  | 9  | 6  | 9  | 11 | 12 | 11 | 11 | 11 | 10 | 10 | 11 | 11 | 12 | 10 | 12 | 8  | 9  | 11 |

Legenda:

Luogo: C = Casa; T = Trasferta. Risultato: V = Vittoria; N = Pareggio; P = Sconfitta.

### Statistiche dei giocatori
| E. Balaj        | 20 | 2  | 4 | 0 |
| M. Bender       | 13 | 0  | 1 | 0 |
| S. Dätwyler     | 7  | 4  | 1 | 0 |
| G. Gabriel      | 0  | 0  | 0 | 0 |
| S. Gallo        | 1  | 0  | 1 | 0 |
| C. Gasser       | 23 | 2  | 4 | 0 |
| D. Giampà       | 25 | 6  | 6 | 0 |
| R. Herger       | 26 | 11 | 7 | 0 |
| D. Jakovljević  | 28 | 4  | 6 | 0 |
| O. Joos         | 3  | 0  | 0 | 0 |
| A. Keranovic    | 8  | 1  | 0 | 0 |
| J. Loosli       | 23 | 0  | 2 | 0 |
| D. Manco        | 2  | 0  | 0 | 0 |
| A. Merlo        | 26 | 0  | 2 | 0 |
| A. Morceli      | 1  | 0  | 0 | 0 |
| E. Muharemi     | 16 | 0  | 1 | 0 |
| F. Müller       | 30 | 5  | 3 | 0 |
| F. Niederhauser | 24 | 0  | 1 | 0 |
| J. Nimi         | 27 | 1  | 6 | 1 |
| R. Paglia       | 21 | 1  | 0 | 0 |
| R. Scherer      | 4  | 2  | 1 | 0 |
| D. Stojanov     | 0  | 0  | 0 | 0 |
| J. Studerus     | 0  | 0  | 0 | 0 |
| L. Thöni        | 21 | 0  | 3 | 0 |
| M. Trachsel     | 28 | 8  | 3 | 0 |
| N. Walker       | 27 | 2  | 4 | 0 |
| D. Zoller       | 7  | 1  | 1 | 0 |
| Á. Átila        | 9  | 0  | 3 | 0 |